# پرستاری روانپزشکی و سلامت روان
پرستاری روانپزشکی و سلامت روان (به انگلیسی: Psychiatric and mental health nursing) به تخصصی از پرستاری گویند که ازبیماران روانی ،دچار روان گسیختگی ، اختلالات دو قطبی،اختلال افسردگی اساسی و زوال عقل مراقبت می‌کند.
- پرستاران در این زمینه در روان‌درمانی و یکپارچگی در درمان و تجویز داروهای روانپزشکی آموزش می بینند.